# Andra Långgatan
A Andra Långgatan (LITERALMENTE Segunda Rua Comprida) é uma rua do bairro tradicional de Masthugget na cidade de Gotemburgo, na Suécia.
Tem 700 m de extensão, começando na praça  Järntorget, passando pela praça Masthuggstorget e terminando no largo Johannesplatsen.
É uma rua movimentada com bares, restaurantes, cafés e lojas.